# Pitkäsilta
Pitkäsilta (szw. Långa bron, dosłownie: Długi Most) – kamienny most w centrum Helsinek łączący Hakaniemi i Kruunuhaka. Ulica na południe od mostu nazywa się Unioninkatu, na północ – Siltasaarenkatu. 

## Historia
Pierwszy, drewniany most w tym miejscu wybudowano w roku 1651 i był jednym z dwóch mostów łączących wyspę Siltasaari, wówczas regularną wyspę, z lądem. Obecny most zbudowano z granitu w roku 1912.